# Agapes
Pour les articles homonymes, voir Agape.
Les agapes sont, dans le paléochristianisme, un repas à caractère religieux, dont le but est d'entretenir l'« amour » (ἀγάπη) dans la communauté chrétienne locale.
Dans la tradition judéo-chrétienne, où il n'est pas sûr que le mot soit utilisé comme tel, on utilise le terme d'« agapes » pour signifier un repas quotidien suivi d'une forme christianisée de la prière juive du birkat ha-mazone ; dans la tradition chrétienne dominante (non judéo-chrétienne), le terme d'« agape » est attesté (souvent au singulier) dans le sens d'un repas occasionnel de communion adelphite accompagné de prières et se déroulant le soir. Les textes insistent sur la notion de partage avec les pauvres.
L'importance des agapes (judéo-chrétiennes) vient de l'influence qu'elles ont exercée sur la formation de la prière eucharistique. Le terme, au pluriel comme dans l'épître de Jude, 12, devrait peut-être être réservé à cette dernière notion, tandis que la forme au singulier désignerait le repas de communion fraternelle sans lien avec l'eucharistie (à l'exception de I Cor. 11).
Les agapes, dans ce sens, sont synonymes du rite de la fraction du pain et les deux notions sont en étroit rapport avec les origines de l'eucharistie. Il convient pourtant, d'un certain point de vue, de maintenir une distinction entre les deux. Les agapes ne font pas référence à la Dernière Cène et on peut donc hésiter à les considérer comme un sacrement. La "fraction du pain" par contre est une expression fondatrice, utilisée par l'Évangile (de Luc) et les Actes des Apôtres. En d'autres termes, du point de vue de la théologie, le terme d'agapes convient pour désigner une étape dans la formation de l'eucharistie mais non pas pour le sacrement eucharistique comme tel, alors que la fraction du pain, où la présence du Christ ressuscité est pour ainsi dire palpable (comme le décrit en particulier le récit des pèlerins d'Emmaüs de Lc 24), peut apparaître comme le fondement historique du sacrement eucharistique.

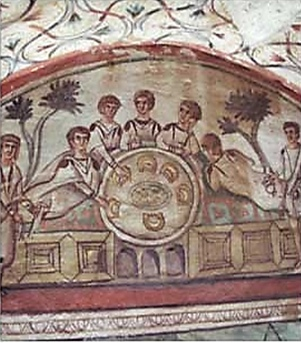
Ces Agapes dans un caveau du IVe siècle découvertes en 1988 à Tomis (Scythie mineure) sont presque identiques à celles des catacombes de Rome. Il n'y a pas de symbole spécifiquement chrétien.

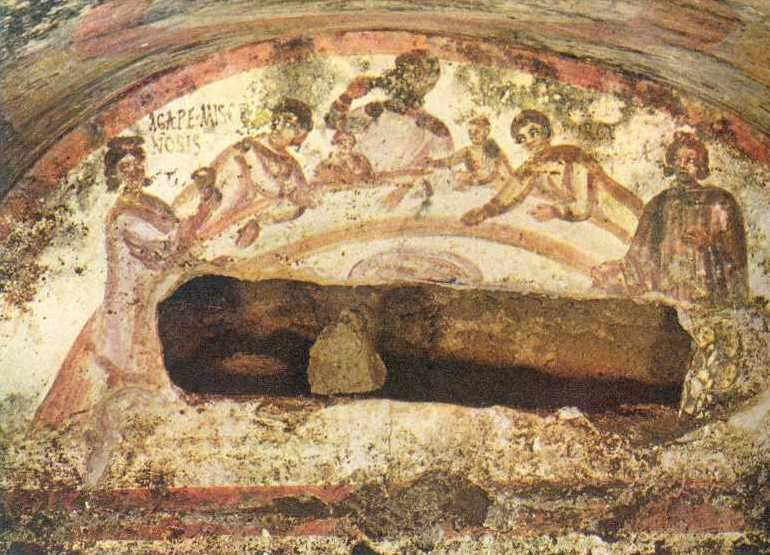
Fresque d'un banquet dans une tombe des catacombes des saints Marcellin et Pierre, Via Labicana, à Rome.

## Tradition judéo-chrétienne

### Nouveau Testament
Il est souvent question de repas dans le Nouveau Testament, comme aux noces de Cana ou lors de la multiplication des pains. Peut-on parler pour autant d' "agapes" ? 
Le mot, au pluriel, apparaît effectivement dans le sens d'un repas dans l'épître de Jude (Ju. 12). Le problème est qu'on ne sait pas s'il faut rapprocher le terme des repas d'origine païenne dont parle la première épître aux Corinthiens, donc comme un repas qui précède l'eucharistie (voir ci-après), ou au contraire des repas d'origine juive correspondant à la fraction du pain. Une chose est sûre : même si l'épître de Jude a une origine judéo-chrétienne, ce texte ne suffit pas à dire que le terme comme tel a une origine judéo-chrétienne, puisque les autres témoins "judéo-chrétiens" (à savoir les Actes des Apôtres, la Didachè, les Homélies pseudo-clémentines, voir ci-dessous), ne l'utilisent pas ; il pourrait donc résulter de l'influence d'une appellation issue d'un milieu sans connotation judéo-chrétienne. En somme, il est impossible de dire si le terme a une origine judéo-chrétienne ou non. Il est par contre légitime de l'utiliser pour désigner un repas, quel qu'il soit, accompagnant (dans le judéo-christianisme) ou précédant (dans les communautés pagano-chrétiennes fondées par Paul) l'eucharistie.

### Didachè
« IX.1. - Quant à l'eucharistie, faites ainsi vos actions de grâce. D'abord pour la coupe : 2. - "Nous Te rendons grâce, notre Père, pour la sainte vigne de David Ton serviteur que Tu nous a fait connaître par Jésus Ton Enfant. A Toi la gloire pour les siècles." 3. - Pour la fraction du pain : "Nous Te rendons grâces, notre Père, pour la vie et la connaissance que Tu nous a révélés par Jésus Ton Enfant. A Toi la gloire pour les siècles. 4. De même que ce pain rompu était dispersé sur les collines et que, rassemblé, il est devenu un (seul tout), qu'ainsi soit rassemblée ton Église des extrémités de la terre dans Ton Royaume. Car à Toi sont la gloire et la puissance par Jésus-Christ pour les siècles." 5. - Que personne ne mange ni ne boive de votre eucharistie sinon ceux qui ont été baptisés au nom du Seigneur; car c'est à ce sujet que le Seigneur a dit : Ne donnez pas ce qui est saint aux chiens.
X.1. - Après vous être rassasiés, rendez grâces ainsi : "Nous te rendons grâces, Père saint, pour ton saint Nom que tu as fait habiter dans nos cœurs et pour la connaissance et la foi et l'immortalité que tu nous as révélées par Jésus Ton Enfant. A Toi la gloire pour les siècles. 2. - C'est Toi, Maître tout puissant, qui a créé toutes choses à cause de Ton Nom, qui as donné la nourriture et le breuvage aux hommes pour qu'ils en jouissent, afin qu'ils te rendent grâces. Mais à nous tu as daigné accorder une nourriture et un breuvage spirituels et la vie éternelle par Ton Enfant. Avant toutes choses nous Te rendons grâces parce que Tu es puissant; à Toi la gloire pour les siècles. 3. - Souviens-Toi, Seigneur, de Ton Église, pour la délivrer de tout mal et la rendre parfaite dans Ton amour et rassemble-la des quatre vents, elle que tu as sanctifiée, dans Ton royaume que Tu lui as préparé, car à Toi sont la puissance et la gloire pour les siècles. 4. - Que la grâce arrive et que ce monde passe ! Hosanna au Fils de David ! Si quelqu'un est saint, qu'il vienne; s'il ne l'est pas, qu'il se repente. Marana tha. Amen." »

— Didachè, IX-X
Il est question ici, dans un milieu judéo-chrétien de la fin du Ier siècle, d'une eucharistie (IX.1) entendue non pas comme un souvenir de la Dernière Cène mais dans son sens étymologique de louange. Celle-ci a lieu avant un repas, et elle est caractérisée par une bénédiction sur une coupe et sur le pain rompu, tout comme dans l'actuel qiddush juif du vendredi soir et samedi midi (chabath), au début du repas. Le repas a lieu ensuite, puis prend place une authentique Birkat Hamazon judéo-chrétienne, avec également, comme dans le judaïsme, trois bénédictions, pour la révélation (en Jésus), la création (et la nourriture) et la rédemption (en l'Église).
Il n'est pas question du récit de l'Institution eucharistique, ce qui ne devait pas non plus être le cas dans le rite de la fraction du pain. Le rite n'en est pas moins une eucharistie, même s'il faut éviter de parler de sacrement à ce sujet. Dans les communautés judéo-chrétiennes qui célébraient ce type d'eucharistie, le "sacrement", avec la commémoration de la Dernière Cène, devait se faire une fois par an, à Pâques, selon la tradition quartodécimane.
Le texte de l'épître de Jude cité plus haut peut laisser penser que l'on donnait le nom d'agapes à ce type de repas eucharistique.

### Roman pseudo-clémentin
Le Roman pseudo-clémentin atteste probablement la fraction du pain, les agapes, de la tradition représentée par la Didachè.
"Arrivés à ce logement, nous nous entretînmes ensemble en attendant qu'il (Pierre) vînt. C'est après quelques heures qu'il arriva, rompit le pain pour l'action de grâces (= eucharistie) et mit le sel: il en donna d'abord à notre mère et, après elle, à nous ses fils. C'est ainsi que nous prîmes notre repas avec elle et bénîmes Dieu." (Homélies pseudo-clémentines, XIV 1, 4)
Il y a donc, comme dans la Didaché: 1. une fraction du pain appelée "eucharistie" (également dans Homélies, XI 36, 2 = Reconnaissances, VI 15, 4), 2. un repas, 3. une prière ("nous bénîmes").
Dans d'autres passages du Roman pseudo-clémentin où il est question de repas, on voit poindre, cependant, une contamination, pour ainsi dire, entre la fraction du pain judéo-chrétienne et l'agape au sens du repas de charité (dont parle par exemple Tertullien). En effet, les autres textes insistent sur le partage fraternel, qui est le trait dominant de l'agape, et plus du tout sur les bénédictions ou le geste lui-même de la fraction du pain. Ainsi :

« Veillez donc à partager plus fréquemment, dans la mesure du possible, vos repas les uns avec les autres, pour ne pas laisser se perdre la charité. Car elle est le fondement de la bienfaisance, qui est elle-même le fondement du salut. Tous, mettez en commun vos propres ressources avec tous vos frères en Dieu, sachant que pour des présents éphémères, vous recevrez des biens éternels. Plus encore, nourrissez ceux qui ont faim, donnez à boire à ceux qui ont soif, des vêtemens à ceux qui sont nus; visitez les malades, etc. »

— Epître de Clément à Jacques, 9, 1
Les termes "plus fréquemment, dans la mesure du possible" montrent que la fraction du pain cesse d'être une coutume habituelle, probablement quotidienne dans l'ancienne tradition judéo-chrétienne, pour devenir, comme dans la tradition chrétienne issue des communautés pauliniennes, une institution occasionnelle relevant d'une initiative privée de quelque riche bienfaiteur de la communauté.

### Tradition liturgique
C'est dans la tradition liturgique que subsistera le souvenir de la birkat ha-mazon judéo-chrétienne. Certaines très anciennes prières eucharistiques sont en effet bâties sur un schéma ternaire qui provient manifestement du rite judéo-chrétien des agapes-fraction du pain. Les exemples que l'on donne généralement de cette structure sont : l'anaphore de Addaï et Mari, l'anaphore de saint Marc d'après le papyrus de Strasbourg et l'anaphore des Douze Apôtres. Dans certaines de ces anaphores, d'ailleurs, il semble que le récit de l'institution eucharistique, c'est-à-dire la commémoration de la Dernière Cène de Jésus, ne faisait pas partie de leur forme primitive.

## Tradition chrétienne dominante

### Nouveau Testament
Dans la première épître aux Corinthiens, Paul traite de divers problèmes qui se présentaient dans la communauté chrétienne de Corinthe qu'il avait lui-même évangélisée (ceci d'après Ac. 18, 1-18). Après la question des idolothytes (ch. 8-10), où il prend position sur la consommation privée des viandes que l'on pouvait acheter au marché, il envisage les repas communautaires (ch. 11). Il dénonce les abus qui précèdent la célébration eucharistique : "dès qu'on est à table en effet, chacun prend d'abord son propre repas, et l'un a faim, tandis que l'autre est ivre" (I Cor. 11, 21). Il conclut : "Si donc quelqu'un a faim, qu'il mange chez lui" (I Cor. 11, 34), que l'on vienne donc rassasié à l'assemblée de prière au cours de laquelle se célébrera l'eucharistie. Il n'y a pas loin de ce texte à la disparition du repas préalable à l'eucharistie, malgré l'usage apostolique de la "fraction du pain", qui est un repas eucharistique (mais sans référence à la Dernière Cène).

### Tertullien
« 14. Quoi donc d'étonnant qu'une si grande charité ait des repas communs ? (Quid ergo mirum, si tanta caritas convivatur?) Car nos modestes repas, vous les accusez non seulement d'une criminelle infamie, mais encore de prodigalité ! (...) 16. Notre repas fait voir sa raison d'être par son nom : on l'appelle d'un nom qui signifie « amour » chez les Grecs (Coena nostra de nomine rationem sui ostendit. Id vocatur quod dilectio penes Graecos.). Quelles que soient les dépenses qu'il coûte, c'est profit que de faire des dépenses par une raison de piété : en effet, c'est un rafraîchissement (refrigerium) par lequel nous soulageons les pauvres, non que nous les traitions comme vos parasites, qui aspirent à la gloire d'asservir leur liberté, à condition qu'ils puissent se remplir le ventre au milieu des avanies, mais parce que, devant Dieu, les humbles jouissent d'une considération plus grande. - 17. Si le motif de notre repas est honnête, jugez d'après ce motif la discipline qui le régit. Comme il a son origine dans un devoir religieux, il n'admet ni bassesse ni dérèglement. On ne se met à table qu'après avoir goûté de la prière à Dieu. On mange autant que la faim l'exige ; on boit autant que la chasteté le permet. - 18. On se rassasie comme des hommes qui se souviennent que, même la nuit, ils doivent adorer Dieu ; on converse en gens qui savent que le Seigneur les entend. Après qu'on s'est lavé les mains et qu'on a allumé les lumières, chacun est invité à se lever pour chanter, en l'honneur de Dieu, un cantique qu'on tire, suivant ses moyens, soit des saintes Ecritures, soit de son propre esprit. C'est une épreuve qui montre comment il a bu. Le repas finit comme il a commencé, par la prière. »

— Tertullien, Apologétique, ch. 39
 (octobre 2012).
- Si vous ne connaissez pas le sujet, laissez ce bandeau (vous pouvez alors contacter les auteurs).
- Si vous supprimez le contenu mis en cause (vous pouvez préalablement contacter les auteurs),

argumentez précisément cette suppression dans la page de discussion
(un manque de référence n'est pas un argument ; une recherche réelle de référence doit avoir été effectuée, être formellement documentée).
Ce texte de l'Apologétique montre que le repas d'agape (au singulier comme chez Clément d'Alexandrie) est un acte important de la vie chrétienne au IIIe s., qu'il est motivé par la dilection, la charité, l'amour fraternel, et que c'est un acte cultuel, liturgique, avec des prières. Sur ce point on peut dire d'une part qu'il ne faut pas l'identifier à l'eucharistie[réf. nécessaire], celle-ci se faisant le matin[réf. nécessaire] alors que nous sommes ici le soir, d'autre part qu'il intègre l'office du soir, les vêpres, avec l'allumage rituel des lampes et les prières.
Ce type de repas est dans la prolongation de ceux auxquels saint Paul faisait allusion dans la première aux Corinthiens, sauf que l'eucharistie est désormais séparée du repas (sans doute dès le Ier s. du fait de l'influence du texte paulinien). Son origine n'est pas judéo-chrétienne, il faut plutôt le rapprocher d'usages païens (que Tertullien, dans le contexte, s'efforce justement de distinguer de la pratique chrétienne), comme il devait en exister dans les sodalités. Cela signifie que la prière qui accompagnait l'agape n'a rien à voir avec la birkat ha-mazon, ni non plus encore avec les origines de la prière eucharistique.

### Tradition liturgique
Certaines collections canoniques anciennes (principalement la Didascalie et les Canons d'Hippolyte, ainsi que la Tradition apostolique qui, toutefois, n'utilise pas le terme lui-même), contiennent des canons, c'est-à-dire des règles, relativement à la célébration de l'agape. Citons par exemple la collection arabe (traduite du copte) dite Canons d'Hippolyte (CPG 1792):

« Si un repas ou un souper est organisé par quelqu'un en faveur des pauvres, s'il s'agit d'un repas du Seigneur (kuriakon), l'évêque doit être présent, quand on allume la lampe. C'est le diacre qui allume la lampe. L'évêque doit prier pour eux et pour celui qui les a invités. Les pauvres ont droit à l'eucharistie, au début du sacrement, et il doit les congédier avant la nuit. Avant de quitter ils chantent les psaumes. »

— Canons d'Hippolyte, 164-168
La distribution de l' "eucharistie" au début de la célébration rappelle le rite de la fraction du pain et montre comment les deux traditions (judéo-chrétienne et chrétienne dominante) se sont progressivement rejointes (ce que montre aussi, par un autre côté, le Roman pseudo-clémentin).
Les conciles et les liturgies orientales contiennent encore d'autres allusions à ce type d'agape.

## Autres traditions

### Franc-maçonnerie
Dans la franc-maçonnerie, les agapes sont le nom donné au repas qui suit la « tenue » (l'assemblée des maçons dans le temple). Il s'agit d'un moment de partage, de convivialité et de fraternité.

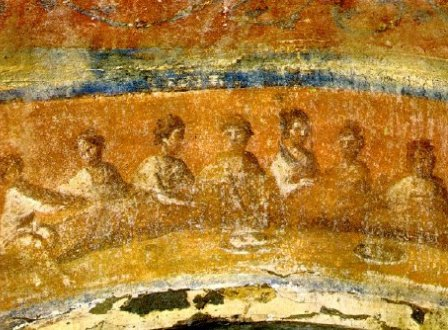
Agapes.
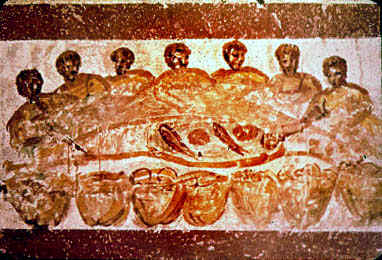
Catacombe de Priscille.
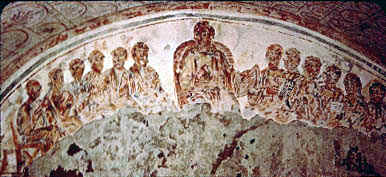
Autres agapes avec un maître de cérémonie.
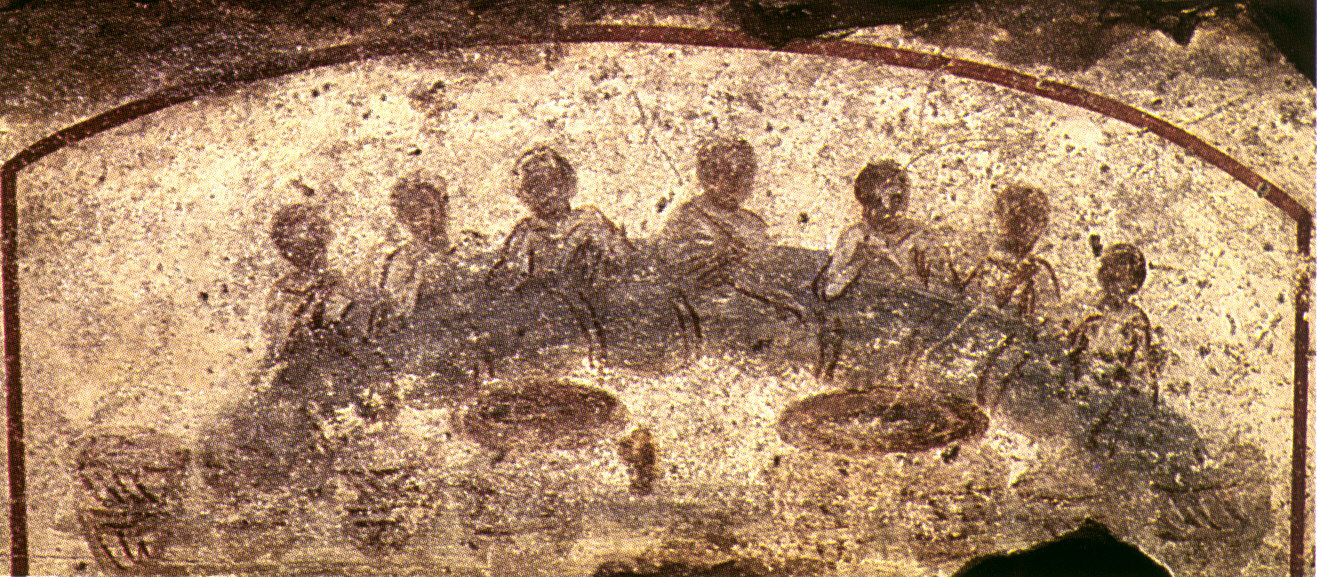
Catacombe Sainte Callixte.
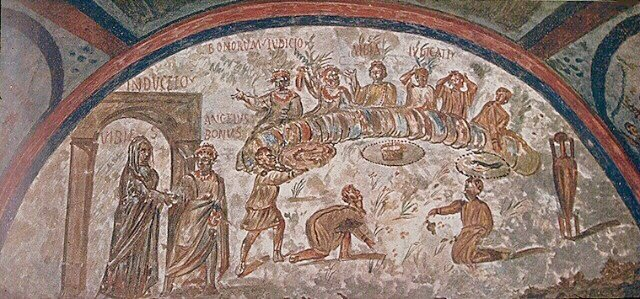
Catacombes de Domitilla.
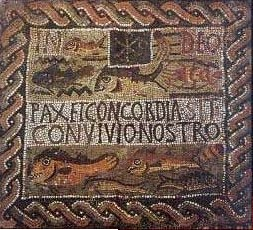
Mosaïque de la mensa dans la nécropole de Tipasa avec chrisme et inscription en latin.